# The Formula
The Formula é uma coprodução teuto-norte-americana de 1980, do gênero policial, dirigida por John G. Avildsen e estrelada por George C. Scott e Marlon Brando.

## Sinopse
Durante a Segunda Guerra Mundial, os nazistas desenvolvem uma fórmula para a produção de combustível sintético. Nos trinta e cinco anos que se seguem, a fórmula desaparece e várias pessoas ligadas a ela morrem misteriosamente. O Tenente Barney Caine, da Polícia de Los Angeles, tenta resolver o mistério e se envolve numa vasta teia de conspirações que visa manipular o preço da gasolina em escala mundial. O magnata do petróleo Adam Steiffel pode ou não estar por trás de tudo.

## Principais premiações
| Patrocinador                                  | Prêmio | Categoria                                                                  | Situação |
| --------------------------------------------- | ------ | -------------------------------------------------------------------------- | -------- |
| Academia de Artes e Ciências Cinematográficas | Oscar  | Melhor Fotografia                                                          | Indicado |
| Golden Raspberry Award Foundation             | Razzie | Pior Filme Pior Diretor Pior Ator Coadjuvante (Marlon Brando) Pior Roteiro | Indicado |

## Elenco
| Ator/Atriz        | Personagem            |
| ----------------- | --------------------- |
| George C. Scott   | Tenente Barney Caine  |
| Marlon Brando     | Adam Steiffel         |
| Marthe Keller     | Lisa Spangler         |
| John Gielgud      | Doutor Abraham Esau   |
| G. D. Spradlin    | Arthur Clements       |
| Beatrice Straight | Kay Neeley            |
| Richard Lynch     | General Helmut Kladen |
| John Van Dreelen  | Hans Lehman           |
| Robin Clarke      | Major Tom Neeley      |
| Ike Eisenmann     | Tony                  |
| Marshall Thompson | Geólogo               |
| Dieter Schidor    | Assassino             |
| Werner Kreindl    | Schellenberg          |
| Jan Niklas        | Capitão da Gestapo    |
| Wolfgang Preiss   | Franz Tauber          |